# Nate Robinson
Nathaniel Cornelius "Nate" Robinson, född 31 maj 1984 i Seattle i Washington, är en amerikansk basketspelare.
Robinson spelar i nuläget inte i något lag, men det senaste laget han spelade i var Hapoel Tel Aviv i den israeliska basketligan. Robinson spelade collegebasket för University of Washington. Han draftades på 21 plats i draften 2005. Den 175 centimeter långa pointguarden har spelat för många olika lag i sin karriär såsom Denver Nuggets, New York knicks, Boston Celtics, Chiago Bulls, Los Angeles Clippers, Phoenix Suns, Oklahoma City Thunder, Golden State Warrior, New Orleans Pelicans (ingen specifik ordning).
Robinson är en av NBA:s kortaste spelare. Trots detta har han vunnit Slam Dunk Contest tre gånger: 2006, 2009 och 2010. Robinson har ett TV-program som heter State of Nate.